# Bythinoplectus laminatus
Bythinoplectus laminatus är en skalbaggsart som beskrevs av Park, in Park, Wagner och Ivan T. Sanderson 1976. Bythinoplectus laminatus ingår i släktet Bythinoplectus och familjen kortvingar. Inga underarter finns listade i Catalogue of Life.